# George Kooymans
George Jan Kooymans (L'Aia, 11 marzo 1948 – Rijkevorsel, 23 luglio 2025) è stato un cantante e chitarrista olandese.

## Biografia
Membro del gruppo rock Golden Earring, fece parte di questa band come cantante e chitarrista dal 1961 al 2021, anno in cui gli venne diagnosticata la SLA. Kooymans è morto nel 2025, reso totalmente invalido dalla patologia neurodegenerativa.

## Discografia parziale

### Solista
- 1971 - Jojo
- 1987 - Solo
- 2010 - On Location (a nome Kooymans-Carillo con Frank Carillo)
- 2022 - Mirage (a nome Kooymans & Carillo con Frank Carillo)